# Omocerus doeberli
Omocerus doeberli là một loài bọ cánh cứng trong họ Chrysomelidae. Loài này được Dabrowska & Borowiec miêu tả khoa học năm 1995.